# Caradrina distigma
Caradrina distigma är en fjärilsart som beskrevs av Pierre Chrétien, 1942. Caradrina distigma ingår i släktet Caradrina och familjen nattflyn, Noctuidae. Inga underarter finns listade i Catalogue of Life.